# Kościół poewangelicki w Grodzisku Wielkopolskim
Kościół poewangelicki pw. Najświętszego Serca Pana Jezusa – jest budowlą neogotycką z 1905, pierwotnie świątynią ewangelicką, od 1957 katolicką.

## Historia
Kościół stoi na miejscu starszej budowli z 1788, którą z powodu groźby zawalenia, rozebrano pod koniec XIX w. Zaprojektował go Ludwig von Tiedemann, twórca bliźniaczego kościoła pw. Świętej Trójcy w berlińskiej dzielnicy - Lankwitz oraz kościoła św. Jerzego w Sopocie. Kamień węgielny pod budowę kościoła złożył osobiście cesarz Wilhelm II wraz z żoną Wiktorią. Ukończoną świątynię konsekrował 6 czerwca 1905 superintendent Johannes Hesekiel. Podczas I wojny światowej dwa z trzech dzwonów zostały zarekwirowane, na ich miejsce w 1939 odlano nowe instrumenty z odlewni w Stoczni Gdańskiej, które podczas II wojny światowej podzieliły los poprzedników.
Świątynia do 1945 służyła zborowi protestanckiemu. W następnych latach budynek pełnił funkcję magazynu, w 1957 został przekazany parafii katolickiej. Uroczyste poświęcenie kościoła, który otrzymał wezwanie Najświętszego Serca Pana Jezusa, odbyło się 30 października 1960. Od 15 kwietnia 1980 jest siedzibą odrębnej parafii.

## Architektura
Kościół zbudowany z cegły, z kamiennym cokołem i dużą częścią fasady, w którą wtopiono wieżę - dołem kwadratową, wyżej ośmioboczną, ze stożkowym hełmem, krytym dachówką. Wieża ma wysokość 37 metrów, a pod hełmem zdobi ją czterotarczowy zegar. Nad wejściem znajduje się efektowna mozaika z postacią Chrystusa, a pod nią fryz ze scenami z jego życia (rzeźbił ją A. Boche). Wnętrze poprzecznie usytuowanej nawy nakryto drewnianym pseudosklepieniem kolebkowo-krzyżowym.